# 克朗帕尼亚
克朗帕尼亚（法語：Crampagna，法語發音：[kʁɑ̃paɲa]）是法国阿列日省的一个市镇，属于帕米耶区。

## 地理
克朗帕尼亚（43°1'44"N, 1°36'24"E）面积10.02 平方千米，位于法国奧克西塔尼大區阿列日省，该省份为法国西南部内陆省份，西部和北部与上加龙省接壤，东临奥德省，东南至东比利牛斯省接壤，南与安道尔和西班牙接壤。
与克朗帕尼亚接壤的市镇（或旧市镇、城区）包括：博卢、富瓦、卢邦斯、卢比耶尔、里约德佩勒波尔、圣让德韦日、瓦里耶、韦尔纳茹勒。

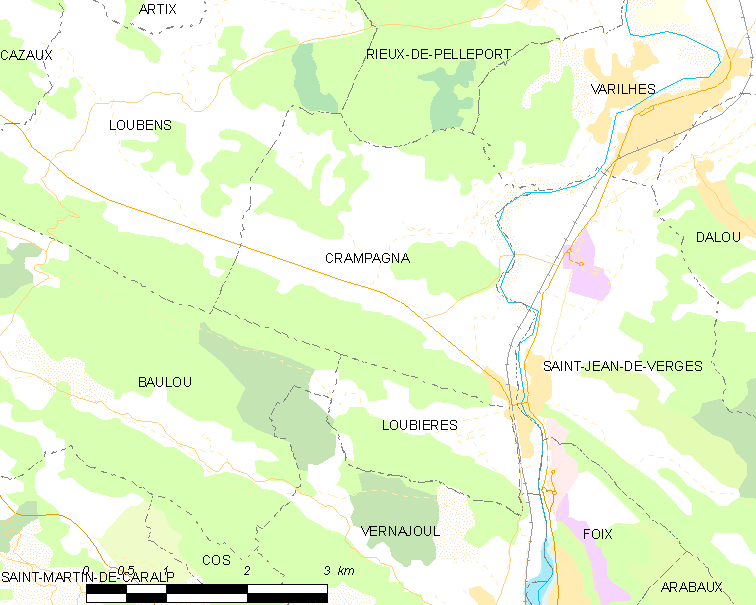
克朗帕尼亚的OSM定位图

克朗帕尼亚的时区为UTC+01:00、UTC+02:00（夏令时）。

## 行政
克朗帕尼亚的邮政编码为09120，INSEE市镇编码为09103。

## 政治
克朗帕尼亚所属的省级选区为阿列日河谷县。

## 人口

1962-2008年间克朗帕尼亚人口变化图示

克朗帕尼亚于2022年1月1日时的人口数量为952人。